# Martial Singher
Martial Jean-Paul Singher, né le 14 août 1904 à Oloron-Sainte-Marie, en Béarn, et mort le 9 mars 1990 à Santa Barbara (États-Unis), est un chanteur d'opéra et pédagogue français.

## Biographie
Singher commence sa carrière dans des chorales d'église à Biarritz et à Bayonne puis à Dax.  Il poursuit ses études au Conservatoire de Paris.
Il fait ses débuts à l'Opéra de Paris en 1930 et devient rapidement baryton soliste. Il reste onze saisons avec l'Opéra de Paris avec de nombreuses apparitions en Europe et en Amérique du Sud.
Le 1er décembre 1934, Martial Singher a créé les trois chansons de Don Quichotte à Dulcinée de Maurice Ravel, au Théâtre du Châtelet sous la direction de Paul Paray ; la seconde, La Chanson épique lui est dédiée.
Pendant la Seconde Guerre mondiale, lui et sa femme Eta Busch, fille du chef d’orchestre Fritz Busch, partent pour les États-Unis,  où il fait ses débuts au Metropolitan Opera en 1943. Il restera avec le MET jusqu’en 1959.
Il enregistre en 1953 L'Enfance du Christ. Puis il se fait remarquer dans son interprétation du personnage de Méphistophélès dans la gravure de La Damnation de Faust de Berlioz réalisée en février 1954 par RCA avec l'Orchestre symphonique de Boston sous la direction de Charles Munch.
Souffrant d’une maladie cardiaque , il se retire de la scène et devient professeur de musique d’abord au  Mannes College New school of Music à Manhattan et  à l'Institut Curtis de Philadelphie, puis en tant que directeur du département voix et opéra, à l'Académie de musique de l'Occident de Santa Barbara (1962-1981), où il produit également des opéras. (Il était  artiste en résidence à l'Université de Californie à Santa Barbara). Il enseigne également au Conservatoire de musique de Montréal, influençant les carrières d'artistes comme James King, Donald Gramm, Jeannine Altmeyer, Benita Valente, John Reardon, Louis Quilico, Jean-François Lapointe, Joseph Rouleau, Marie Daveluy, Judith Blegen et Thomas Moser. Martial Singher a également été le professeur de barytons de renommée mondiale tels que Thomas Hampson et Rodney Gilfry.
Quelques années plus tard, Singher interrompt son enseignement pour rédiger un ouvrage pédagogique : An interpretive guide to operatic arias : a handbook for singers, coaches, teachers, and students [Guide pour l'interprétation des airs d'opéra : manuel pour les chanteurs, répétiteurs, professeurs et  étudiants], University Park, Pennsylvania State University Press, 1983.
Entre autres honneurs, il a été fait chevalier de la Légion d'honneur en 1959 et promu officier en 1982.
Son fils Michel Singher (en) est chef d'orchestre.

## Source
- (en) Cet article est partiellement ou en totalité issu de l’article de Wikipédia en anglais intitulé « Martial Singher » (voir la liste des auteurs).